# Джеръм Дейвид Селинджър
Джеръм Дейвид Селинджър (на английски: Jerome David Salinger) е американски писател, известен най-вече с романа си „Спасителят в ръжта“, издаден през 1951 година.
Не е публикувал нова книга след 1965 година и не е давал интервю след 1980 г. В България са преведени също неговите „Девет разказа“, както и сборник от 4 новели под заглавие „Семейство Глас“.

## Биография

### Произход и младежки години
Роден е на 1 януари 1919 година в Манхатън, Ню Йорк. Селинджър е от смесен шотландски, ирландски, еврейски и полски произход. Детството си прекарва в голям разкошен апартамент на известната улица Парк Авеню в Ню Йорк. Учи в различни частни училища, за кратко дори във военна академия. Съучениците му от този период помнят неговото саркастично остроумие. На 18-19-годишна възраст се влюбва в Уна О'Нийл (дъщерята на Юджийн О'Нийл) и ѝ пише любовни писма всеки ден, но тя се омъжва за много по-възрастния от нея Чарли Чаплин.

### Втората световна война
Джеръм Дейвид Селинджър участва във Втората световна война, в Париж успява да се срещне с Ърнест Хемингуей (военен кореспондент тогава), който е възхитен от неговия талант на писател. Въпреки това Селинджър счита Хемингуей и Стайнбек за второ качество писатели, но е възхитен от Мелвил. По това време той работи за контраразузнаването, провежда разпити на пленници, тъй като владее чужди езици, и е един от първите войници, които посещават освободените концентрационни лагери. По-късно споделя, че човек никога не може да забрави миризмата на изгорено човешко месо.

### Личен живот и отшелничество
През 1945 година той се жени за френска лекарка на име Силвия, но този брак завършва с развод. През 1955 се жени за Клер Дъглас, но и този брак завършва с развод през 1967. От втория си брак има един син, Мат, роден 1960 и една дъщеря, Маргарет, родена 1955, която през 2000 пише мемоари за баща си в книгата „Спасителят на мечти“ (Dream Catcher: A Memoir).

## Творчество
Освен световноизвестния роман „Спасителят в ръжта“, излязъл през 1951, Селинджър пише и много разкази. Девет от тях са публикувани в сборника „Девет разказа“ през 1953. Първият разказ, „Идеален ден за лов на рибка бананка“, е един от най-известните на Селинджър.

## Произведения

### Романи
- The Catcher in the Rye (1951)
Спасителят в ръжта, изд. „Народна култура“, София (1965, 1973), изд. „Отечество“, София (1978, 1979), изд. „Бългаски писател“, София (1992), изд. „Абагар“, В. Търново (1997), изд. PGL, София (2001), изд. „Дамян Яков“, София (2004, 2015), прев. Надя Сотирова
Спасителят в ръжта, изд. „Дамян Яков“, София (2017, 2020), прев. Светлана Комогорова - Комата

### Сборници с повести и разкази
- Nine Stories (1953)
Девет разказа, изд. „Дамян Яков“, София (2004), прев. Тодор Вълчев
Девет разказа; Семейство Глас: Разкази и повести, изд. „Хр. Г. Данов“, Пловдив (1985), прев. Тодор Вълчев – част от сборника
Разкази, т. 1, изд. „Евразия-Абагар“, Плевен и „Анубис“, София (1995), прев. Тодор Вълчев – част от сборника
Девет разказа, изд. „Дамян Яков“, София (2021), прев. Светлана Комогорова - Комата
- Franny and Zooey (1961)
Франи и Зуи, изд. „Дамян Яков“, София (2005, 2015), прев. Светлана Комогорова - Комата
- Raise High the Roof Beam, Carpenters and Seymour: An Introduction (1963)
По-горе билото, майстори! Сиймор: Запознаване, изд. „Дамян Яков“, София (2005), прев. Светлана Комогорова - Комата
Устата ми хубава, очите ми зелени: Разкази, изд. „Хр. Г. Данов“, Пловдив (1967, 1979), прев. Тодор Вълчев – част от сборника
Девет разказа; Семейство Глас: Разкази и повести, изд. „Хр. Г. Данов“, Пловдив (1985, 2015), прев. Тодор Вълчев – част от сборника
Разкази, т. 1, изд. „Евразия-Абагар“, Плевен и „Анубис“, София (1995), прев. Тодор Вълчев – Част от сборника
- Three Early Stories (2014)
Три ранни разказа, ИК „Бард“, София (2014), прев. Мирослав Дечев
- The Complete Uncollected Short Stories of J. D. Salinger, Vol. 1 & 2 (1974) – бутлег

## Книги за Селинджър
- Григор Павлов, Портрети на отчуждението : Мейлър, Селинджър, Ъпдайн, Парди, УИ „СУ Климент Охридски“, София (1971)
- Kenneth Slawenski, J. D. Salinger: a life raised high (2010)
Кенет Славенски, По-горе към билото: [животът на Дж. Д. Селинджър], изд. „Дамян Яков“, София (2010)